# Hall of Fame Open 2025 - Doppio femminile
Il doppio femminile del torneo di tennis professionistico Hall of Fame Open 2025, facente parte della categoria WTA 125 nell'ambito del WTA 125 2025, si è giocato dal 7 al 13 giugno 2025 a Newport, negli Stati Uniti d'America.
Questa è la prima edizione del torneo femminile della Hall of Fame Open e la prima che si tiene sui campi della International Tennis Hall of Fame dal defunto torneo del Virginia Slims of Newport, che si è tenuto per l'ultima volta nel circuito nel 1990.
In finale Carmen Corley e Ivana Corley hanno sconfitto Arianne Hartono e Prarthana Thombare con il punteggio di 7-6(4), 6-3.

## Teste di serie
1. Ariana Arseneault /  Mia Kupres (primo turno)
2. Makenna Jones /  Anna Rogers (semifinale)

1. Arianne Hartono /  Prarthana Thombare (finale)
2. Carmen Corley /  Ivana Corley (Campionesse)

## Wildcard
1. Eugenie Bouchard /  Olivia Lincer (quarti di finale)

## Tabellone

### Legenda
| - Q = Qualificato - WC = Wild card - LL = Lucky loser | - ALT = Alternate - SE = Special Exempt - PR = Protected Ranking | - w/o = Walkover - r = Ritirato - d = Squalificato |

|  | Primo turno | Primo turno            | Primo turno            | Primo turno | Primo turno |  |  | Quarti di finale | Quarti di finale     | Quarti di finale    | Quarti di finale     | Quarti di finale |   |      | Semifinale | Semifinale                         | Semifinale                         | Semifinale                 | Semifinale                 |   |   | Finale | Finale | Finale | Finale | Finale |  |
|  |             |                        |                        |             |             |  |  |                  |                      |                     |                      |                  |   |      |            |                                    |                                    |                            |                            |   |   |        |        |        |        |        |  |
|  | 1           | A Arseneault M Kupres  | A Arseneault M Kupres  | 5           | 4           |  |  |                  |                      |                     |                      |                  |   |      |            |                                    |                                    |                            |                            |   |   |        |        |        |        |        |  |
|  |             | K Cross M Zamarripa    | K Cross M Zamarripa    | 7           | 6           |  |  |                  | K Cross M Zamarripa  | 63                  | 6                    | [10]             |   |      |            |                                    |                                    |                            |                            |   |   |        |        |        |        |        |  |
|  |             | H Giavara A Osborne    | H Giavara A Osborne    | 6           | 6           |  |  |                  | H Giavara A Osborne  | 7                   | 1                    | [8]              |   |      |            |                                    |                                    |                            |                            |   |   |        |        |        |        |        |  |
|  |             | C Harrison C Rosca     | C Harrison C Rosca     | 3           | 4           |  |  |                  |                      |                     |                      |                  |   |      |            | K Cross M Zamarripa                | 6                                  | 3                          | [10]                       |   |   |        |        |        |        |        |  |
|  | 3           | A Hartono P Thombare   | A Hartono P Thombare   | 6           | 6           |  |  |                  |                      | 3                   | A Hartono P Thombare | 4                | 6 | [12] |            |                                    |                                    |                            |                            |   |   |        |        |        |        |        |  |
|  |             | L Küng E Mandlik       | L Küng E Mandlik       | 3           | 4           |  |  | 3                | A Hartono P Thombare | 5                   | 6                    | [10]             |   |      |            |                                    |                                    |                            |                            |   |   |        |        |        |        |        |  |
|  |             | J Daniel M Kononova    | 6                      | 2           | [5]         |  |  |                  | P Hule G Lee         | 7                   | 3                    | [7]              |   |      |            |                                    |                                    |                            |                            |   |   |        |        |        |        |        |  |
|  |             | P Hule G Lee           | 2                      | 6           | [10]        |  |  |                  |                      |                     |                      |                  |   |      | 3          | Arianne Hartono Prarthana Thombare | Arianne Hartono Prarthana Thombare | 64                         | 3                          |   |   |        |        |        |        |        |  |
|  |             | M Lewis B Walker       | 3                      | 6           | [11]        |  |  |                  |                      |                     |                      |                  |   |      |            |                                    | 4                                  | Carmen Corley Ivana Corley | Carmen Corley Ivana Corley | 7 | 6 |        |        |        |        |        |  |
|  |             | H Chang C McHale       | 6                      | 4           | [9]         |  |  |                  | M Lewis B Walker     | M Lewis B Walker    | 4                    | 1                |   |      |            |                                    |                                    |                            |                            |   |   |        |        |        |        |        |  |
|  |             | D Aiava T Gibson       | D Aiava T Gibson       | 3           | 2           |  |  | 4                | C Corley I Corley    | C Corley I Corley   | 6                    | 6                |   |      |            |                                    |                                    |                            |                            |   |   |        |        |        |        |        |  |
|  | 4           | C Corley I Corley      | C Corley I Corley      | 6           | 6           |  |  |                  |                      |                     |                      |                  |   |      | 4          | C Corley I Corley                  | 4                                  | 6                          | [10]                       |   |   |        |        |        |        |        |  |
|  | WC          | E Bouchard O Lincer    | E Bouchard O Lincer    | 7           | 7           |  |  |                  |                      | 2                   | M Jones A Rogers     | 6                | 1 | [7]  |            |                                    |                                    |                            |                            |   |   |        |        |        |        |        |  |
|  |             | M Mateas A Smith       | M Mateas A Smith       | 5           | 62          |  |  | WC               | E Bouchard O Lincer  | E Bouchard O Lincer | 4                    | 4                |   |      |            |                                    |                                    |                            |                            |   |   |        |        |        |        |        |  |
|  |             | M Bolkvadze L Miyazaki | M Bolkvadze L Miyazaki | 1           | 2           |  |  | 2                | M Jones A Rogers     | M Jones A Rogers    | 6                    | 6                |   |      |            |                                    |                                    |                            |                            |   |   |        |        |        |        |        |  |
|  | 2           | M Jones A Rogers       | M Jones A Rogers       | 6           | 6           |  |  |                  |                      |                     |                      |                  |   |      |            |                                    |                                    |                            |                            |   |   |        |        |        |        |        |  |